# 沃内姆
沃内姆（法語：Venesmes，法語發音：[vənɛm]）是法国谢尔省的一个市镇，位于该省中南部，属于圣阿芒蒙龙区。

## 地理
沃内姆（46°50'21"N, 2°18'48"E）面积31.76 平方千米，位于法国中央-卢瓦尔河谷大区谢尔省，该省份为法国中部省份，北起卢瓦雷省，西接卢瓦-谢尔省和安德尔省，南至克勒兹省，东南接阿列省，东临涅夫勒省。
与沃内姆接壤的市镇（或旧市镇、城区）包括：谢尔河畔新堡、科尔夸、谢尔河畔克雷藏赛、蒙卢伊、普里梅勒、圣博代尔、圣卢德绍姆、圣桑福里安、维勒瑟兰。

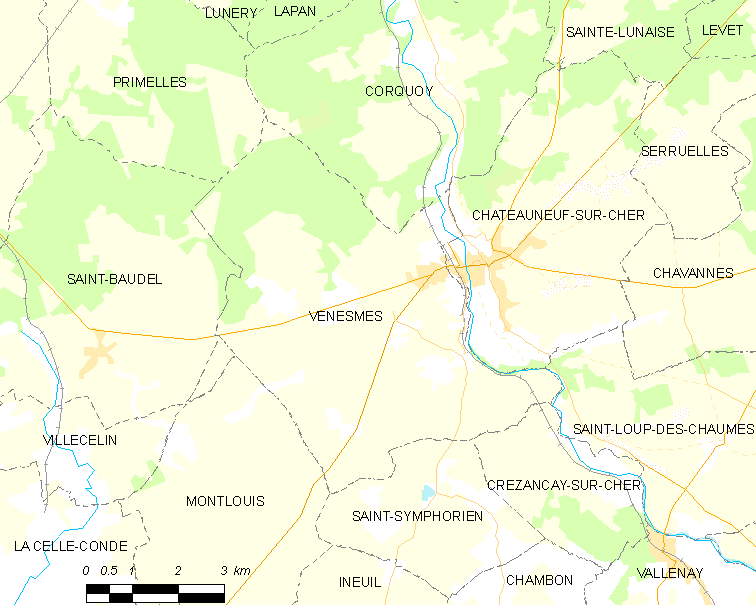
沃内姆的OSM定位图

沃内姆的时区为UTC+01:00、UTC+02:00（夏令时）。

## 行政
沃内姆的邮政编码为18190，INSEE市镇编码为18273。

## 政治
沃内姆所属的省级选区为特鲁伊县。

## 人口

1962-2008年间沃内姆人口变化图示

沃内姆于2022年1月1日时的人口数量为788人。